# Gautier Capuçon

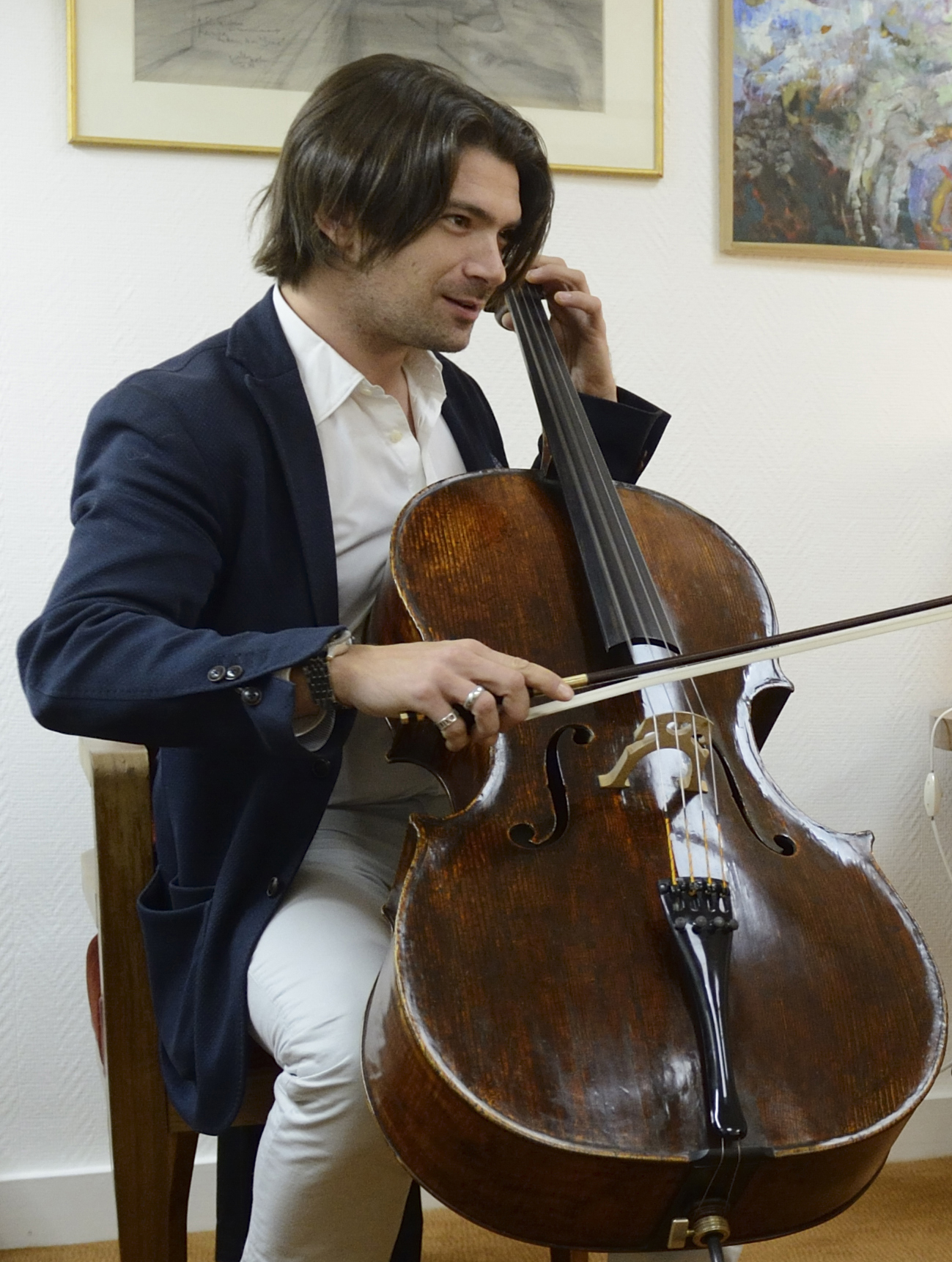
Gauthier Capuçon, 2015

Gautier Capuçon (Chambéry, 3 de septiembre de 1981) es un violonchelista francés.

## Biografía
Gautier Capuçon nació en Chambéry, en el sureste de Francia, siendo el más joven de tres hermanos. Su hermano es el violinista Renaud Capuçon y su hermana la pianista Aude Capuçon. 
Comenzó a estudiar violonchelo a los cuatro años en la Escuela Nacional de música de Chambéry, su ciudad natal, donde se graduó con el primer premio de violonchelo en 1995 y de piano en 1996. Annie Cochet-Zakine, profesora de chelo en el Conservatorio superior de París, lo escuchó allí y se lo llevó con ella a la capital francesa, donde se graduó con el primer premio de chelo en 1997. A continuación estudió con el distinguido chelista y pedagogo Philippe Müller en el más prestigioso Conservatorio Nacional Superior de Música de París, donde se graduó en 2000, de nuevo con el primer premio en violonchelo y en música de cámara. Por último, terminó su formación Heinrich Schiff en la Universidad de Música y Artes Escénicas de Viena.
Entre los años 1997 y 1998, siendo aún estudiante, fue chelista en la European Community Youth Orchestra, conocida actualmente como European Union Youth Orchestra, y en la Gustav Mahler Jugendorchester, trabajando con prestigiosos directores tales como Seiji Ozawa, Bernard Haitink, Pierre Boulez y Claudio Abbado.
Desde entonces ha llevado a cabo una importante carrera como solista de gran reclamo internacional, trabajando con grandes directores, y ha demostrado un gran interés por la música de cámara. De hecho, forma parte del Capuçon Quartet, formado por su hermano Renaud, la violinista Aki Saulière y la intérprete de viola Béatrice Muthelet. Fueron creadores del quartetto Mosaïques de Karol Beffa.
Como muchos otros virtuosos, también es pianista acompañante. Comenzó a estudiar piano con siete años y lo tuvo como segundo instrumento en el Conservatorio Superior de París. Le gustá tocar jazz al piano como diversión.
En septiembre de 2007 se casó con la chelista Delphine Borsarello.

## Violonchelo
Su principal instrumento es un Matteo Goffriller de 1701 que posee en préstamo. Tiene también un Jose Contreras de 1746 prestado por la BSI (Banca della Svizzera Italiana).
Hablando sobre su Goffriller en abril de 2008, dijo:

Me siento muy afortunado de llevar tocando este chelo durante diez, casi once años. Es un Matteo Goffriller, de la escuela veneciana, de 1701. Todos los chelos Goffriller que he intentado tocar no son fáciles. Para cada nota se necesita saber cuánta presión hay que hacer en el mástil, cuánto vibrato y a qué velocidad mover el arco; no es como un Montagnana o un Stradivarius. Los Montagnana, por ejemplo, suelen ser fáciles de tocar. Por lo tanto, en el Goffriller tengo que buscar constantemente para ver cosas diferentes.

Al describir los Montagnana como su «sueño», dijo: «Espero poder tocar algún día un Montagnana.»

## Premios
- Primer premio, Maurice Ravel International Academy of Music competition, San Juan de Luz, Francia, 1998
- Segundo premio, 3.º Adam International Cello Competition, Christchurch, 1999
- Primer premio, 1.ª Competición internacional de chelo André Navarra, Toulouse, 1999
- Victoires de la Musique Classique, “New Talent of the Year”, 2001
- Borletti-Buitoni Trust Award, 2004
- Premio Echo Klassik Prize (categoría: joven artista del año), Alemania, 2004

## Discografía
Gautier Capuçon es un artista exclusivo de Virgin Classics 
Orquestal:
- Dvorak – Concierto de chelo, 2009
- Herbert - Concierto de chelo n.º 2, 2009
- Haydn - Conciertos de chelo, 2003
- Brahms - Doble Concierto, 2007

- Chaikovski - Variaciones sobre un tema Rococó, 2010
- Prokofiev - Sinfonía Concertante, 2010
- Shostakovich - Conciertos de chelo, 2015

Cámara:
- Ravel – Música de cámara, 2002
- Face à Face: Violin & Cello Duets, 2003
- Saint Saëns - Carnaval de los Animales, 2003
- Brahms - Tríos con piano, 2004
- Schubert – Quinteto “La trucha”, 2004
- Inventions: Violin & Cello Duets, 2006
- Schubert – Tríos con Piano, 2007

- Rachmaninov & Prokofiev: Cello Sonatas, 2008
- Fauré: Música de cámara para cuerdas completa, 2011

Además, ha participiado en la grabación anual que EMI lanza de las grabaciones en vivo del Festival de Lugano "Martha Argerich & Friends", en el cual ha vuelto a participar con frecuencia como invitado.